# Baseball-Reference.com
Baseball-Reference.com은 메이저 리그 베이스볼에서 뛰었던 모든 선수에 관한 정보를 제공하는 웹사이트로, 주요 언론 매체와 야구 방송에서 자주 이용하는 곳이다.